# Eriosoriopsis rosthorniana
Eriosoriopsis rosthorniana là một loài dương xỉ trong họ Woodsiaceae. Loài này được Ching & S.H.Wu mô tả khoa học đầu tiên năm 1991.
Danh pháp khoa học của loài này chưa được làm sáng tỏ. 